# إيسامو نوغوشي
ايسامو نوغوشي (بالإنجلزية: Isamu Noguchi، باليابانية: 野口 勇) (و. 1904 – 1988 م) هو فنان ومعماري مناظر ونَحّات أمريكي من أصول يابانية ولد في لوس أنجلوس. امتدت سيرته الفنية على مدار ستة عقود بدءاً من عشرينيات القرن العشرين وما بعدها. اشتهر بتماثيله وأعماله الفنية، كما قام بوضع تصاميم لخشبات مسرح عدد من الأعمال التي عملت مارثا غراهام عليها.

## التعليم
تعلم في جامعة كولومبيا.

## الجوائز
حصل نوغوشي عام 1982 على ميدالية إدوارد ماكدوويل عن إسهامه المميز في الفنون على طول حياته، كما حصل على الميدالية الوطنية للفنون عام 1987 وهو أعلى تكريم تمنح الحكومة الأمريكية للإنجازات في مجال الفنون، وحصل نوغوشي على وسام الكنز المقدس من الحكومة اليابانية عام 1988.
أصدرت هيئة خدمة البريد الأمريكية عام 2004 طابعاً من فئة 37 سنت عليه صورته تخليداً لذكراه وإنجازاته.

## وصلات خارجية
- إيسامو نوغوشي على موقع الموسوعة البريطانية (الإنجليزية)
- إيسامو نوغوشي على موقع ميوزك برينز (الإنجليزية)
- إيسامو نوغوشي على موقع قاعدة بيانات برودواي على الإنترنت (الإنجليزية)
- إيسامو نوغوشي على موقع ديسكوغز (الإنجليزية)
- متحف نوغوشي (بالإنجليزية)
- معرض بيس (بالإنجليزية)
- تجربة نوغوشي في إنديانا (بالإنجليزية)
- سيناريو كاليفورنيا لنوغوشي (بالإنجليزية)
- حديقة مويرنيما (モエレ沼公園) (بالإنجليزية)
- جمعية حقوق الفنانين - ممثلو حقوق النسخ لنوغوشي في الولايات المتحدة (بالإنجليزية)
- «نوغوشي – الرجل الذي دخل الحجر» (سيرة على شكل قصيدة) (بالإنجليزية)